# Inonotus ochroporus
Inonotus ochroporus är en svampart som först beskrevs av Van der Byl, och fick sitt nu gällande namn av David Norman Pegler 1964. Inonotus ochroporus ingår i släktet Inonotus och familjen Hymenochaetaceae.   Inga underarter finns listade i Catalogue of Life.